# 트레버 모건
트레버 모건(Trevor Morgan, 1986년 11월 26일 ~ )은 미국의 배우이다.

## 출연 작품
- 쥬라기 공원3
- 아이 리멤버 에이프릴
- 패트리어트